# Chevrolet Cruze
De Chevrolet Cruze is een personenauto van het automerk Chevrolet. De eerste generatie werd verkocht vanaf 2008, de tweede generatie vanaf 2014.

## Verwarrende naamplaatjes

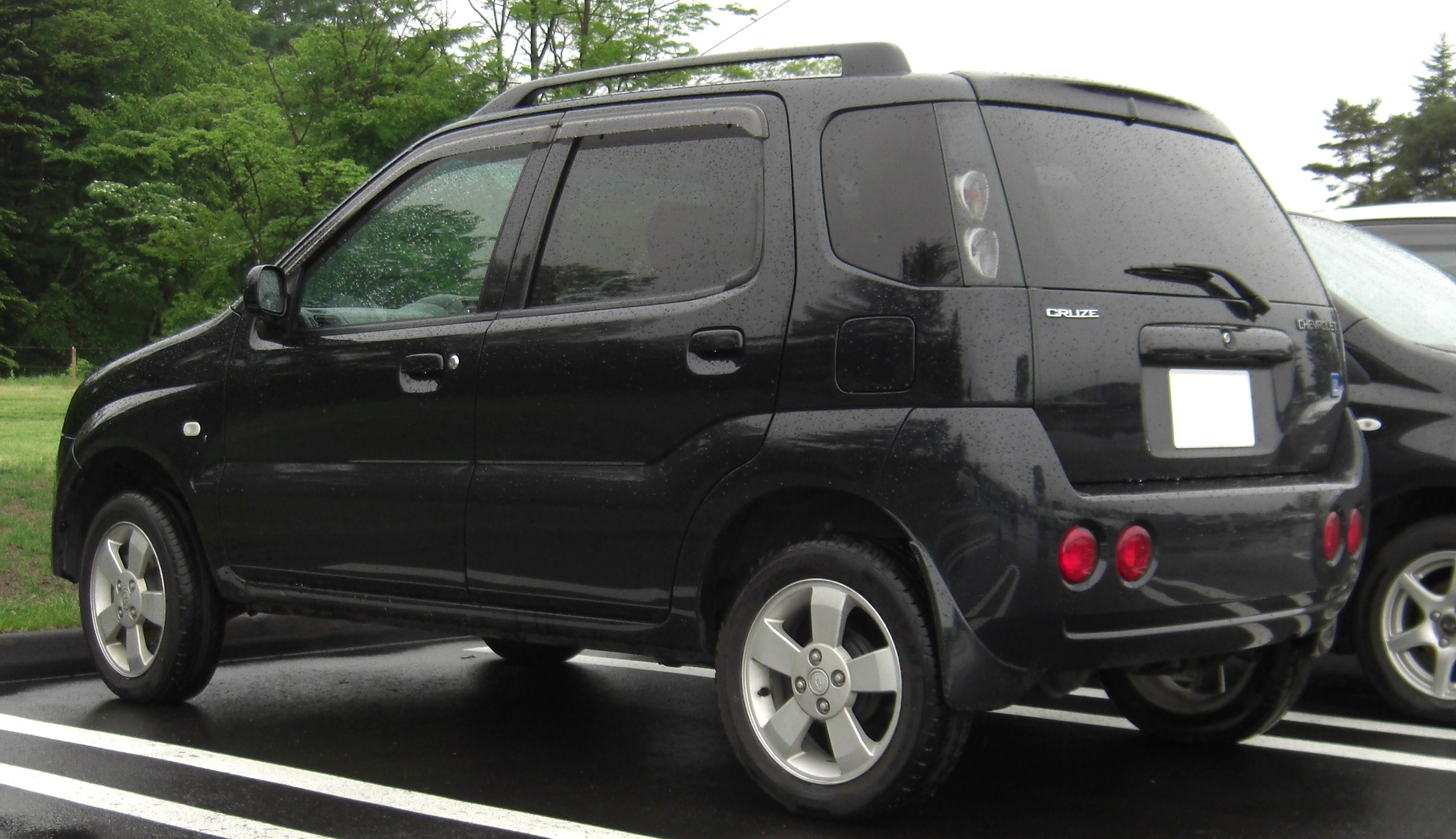
Chevrolet Cruze (2001-2008)

In werkelijkheid werd de naam Cruze in Japan al eerder gebruikt op de Chevrolet-versie van de Suzuki Ignis die tussen 2001 en 2008 werd geproduceerd. Hoewel de auto werd verkocht onder de merknaam Chevrolet was het eigenlijk Holden, de Australische tak van General Motors, dat verantwoordelijk was voor het ontwerp en de techniek van de Ignis met Cruze-naamplaatje.
De Cruze werd aangeboden met een 1,3 of 1,5 liter motor, gekoppeld aan een handgeschakelde vijfversnellingsbak of een automatische vierversnellingsbak en was verkrijgbaar met vierwielaandrijving.

## Eerste generatie (J300, 2008-2016)
Op de autotentoonstelling Mondial de l'Automobile in oktober 2008 werd de Cruze gepresenteerd als de opvolger van de Chevrolet Nubira (Europa en Azië) en Chevrolet Cobalt (VS en Canada). In Zuid-Korea werd het model eind oktober 2008 gelanceerd onder de naam Daewoo Lacetti Premiere. In Australië werd de auto in 2009 gelanceerd onder de naam Holden Cruze en verving de Holden Astra.
In Nederland (en de rest van Europa) werd de Cruze in 2009 als vierdeurs sedan geïntroduceerd, met twee benzine- (1,6 en 1,8) en twee 2,0 liter dieselmotoren. Twee jaar later verscheen er ook een vijfdeurs hatchback, naar keuze met twee benzinemotoren en één, veel sterkere diesel. Commercieel was het handiger geweest dat de hatchback tegelijk met de sedan was verschenen. Een jaar later deed Chevrolet nog een keer zoiets, toen was de Cruze er ineens ook als vijfdeurs stationwagen en ook meteen met een andere benzinemotor (een 1,4 die voorlopig juist niet in de andere modellen werd geleverd) plus twee diesels.
De Cruze miste hier en daar de verfijning van auto’s van dit formaat van de gevestigde Europese en Japanse merken maar was ook iets goedkoper. De kwaliteit was wel in orde en verschillende details in het interieur, zoals het stuurwiel, waren Opel-onderdelen. De Cruze moest in Nederland Chevrolet laten doorbreken op vooral de zakelijke markt maar het merk had het nadeel nog weinig of geen trouwe zakelijke klanten te kennen, dus die markt moest worden aangeboord. Dat is niet gelukt waardoor de Cruze een vrij zeldzame verschijning bleef. Per 1 januari 2015 verdween het hele merk van de Europese markt.

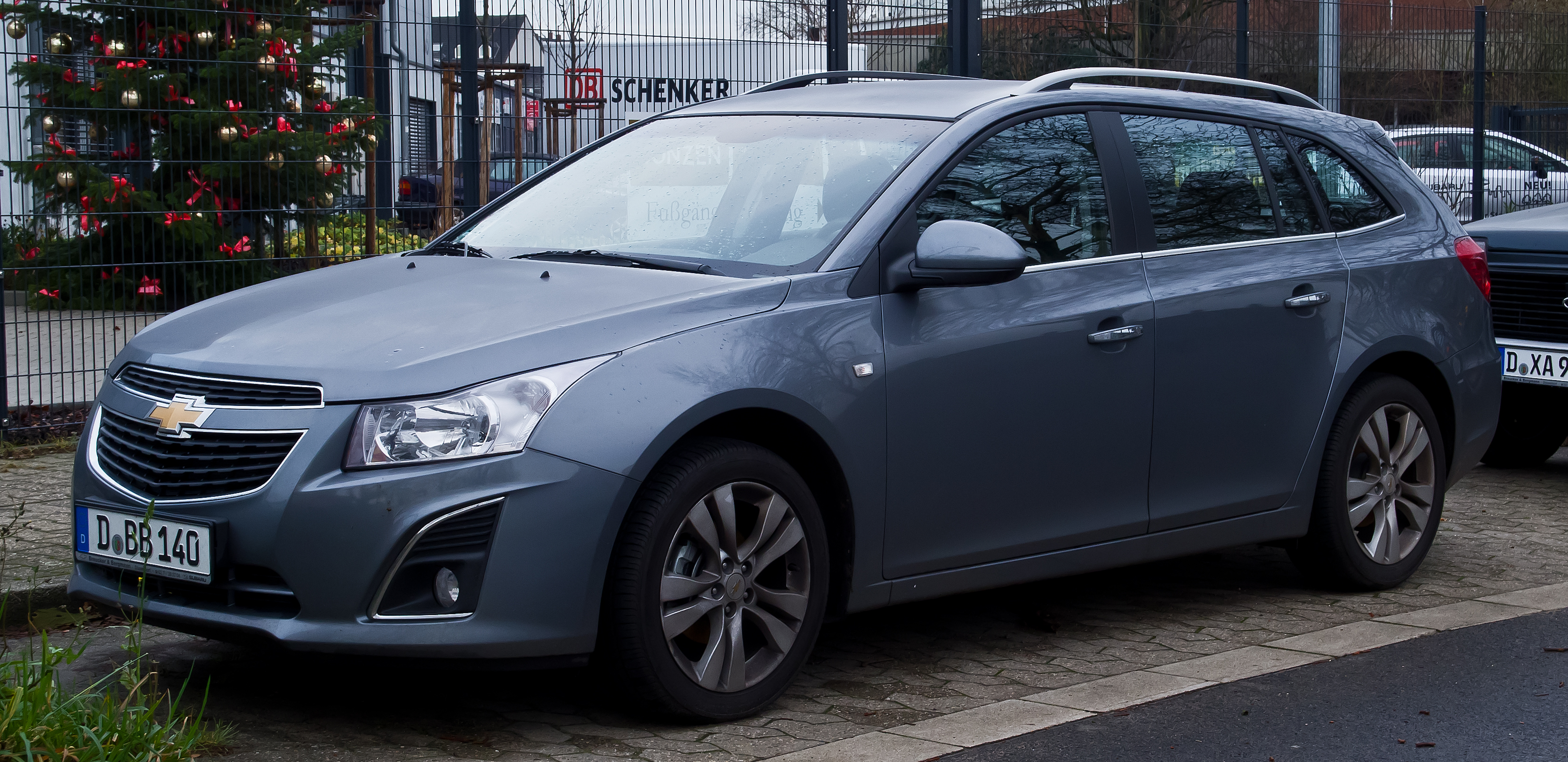
Cruze Wagon (na 2012 facelift)
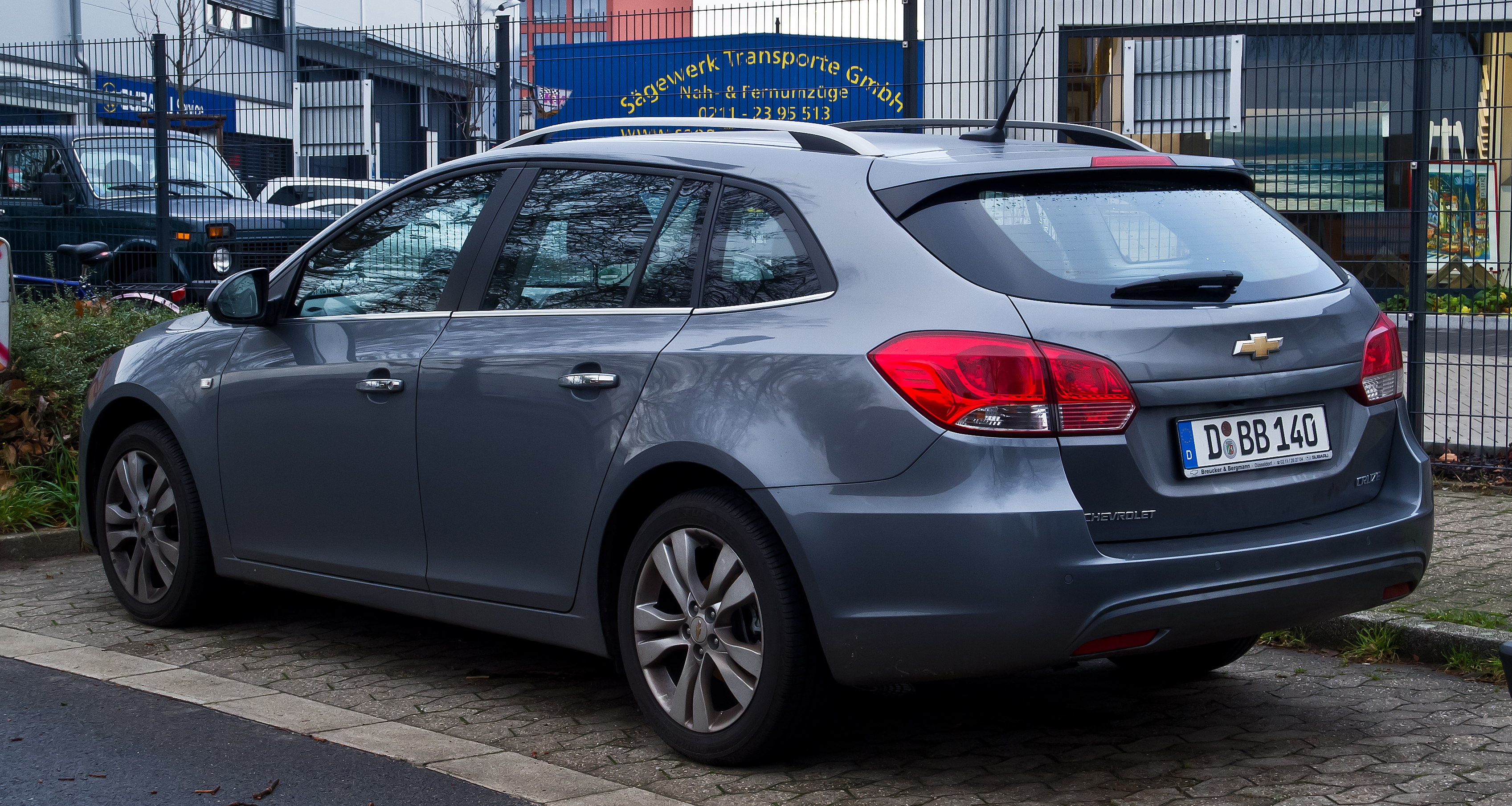
Achterzijde
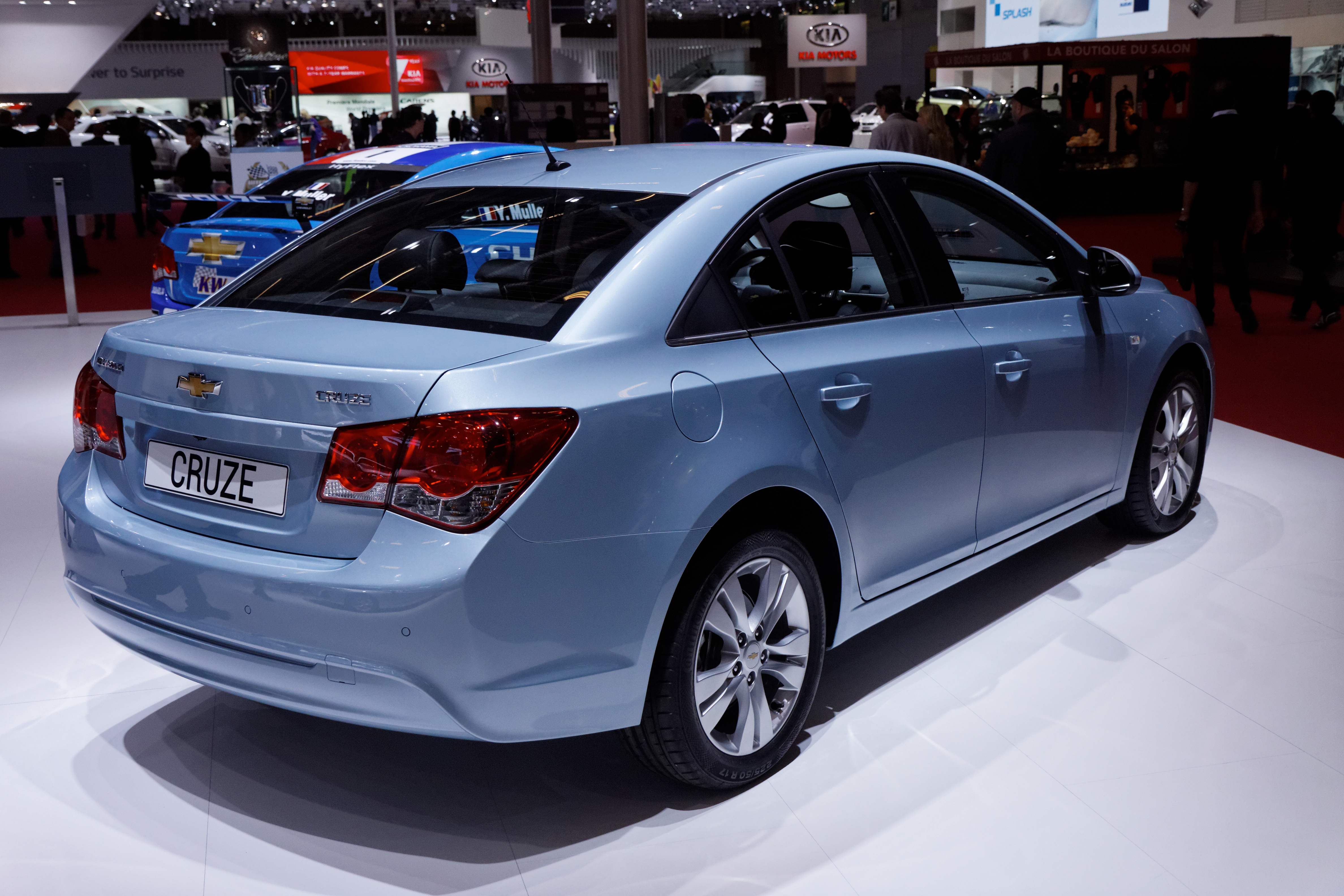
Sedan (na 2012 facelift)
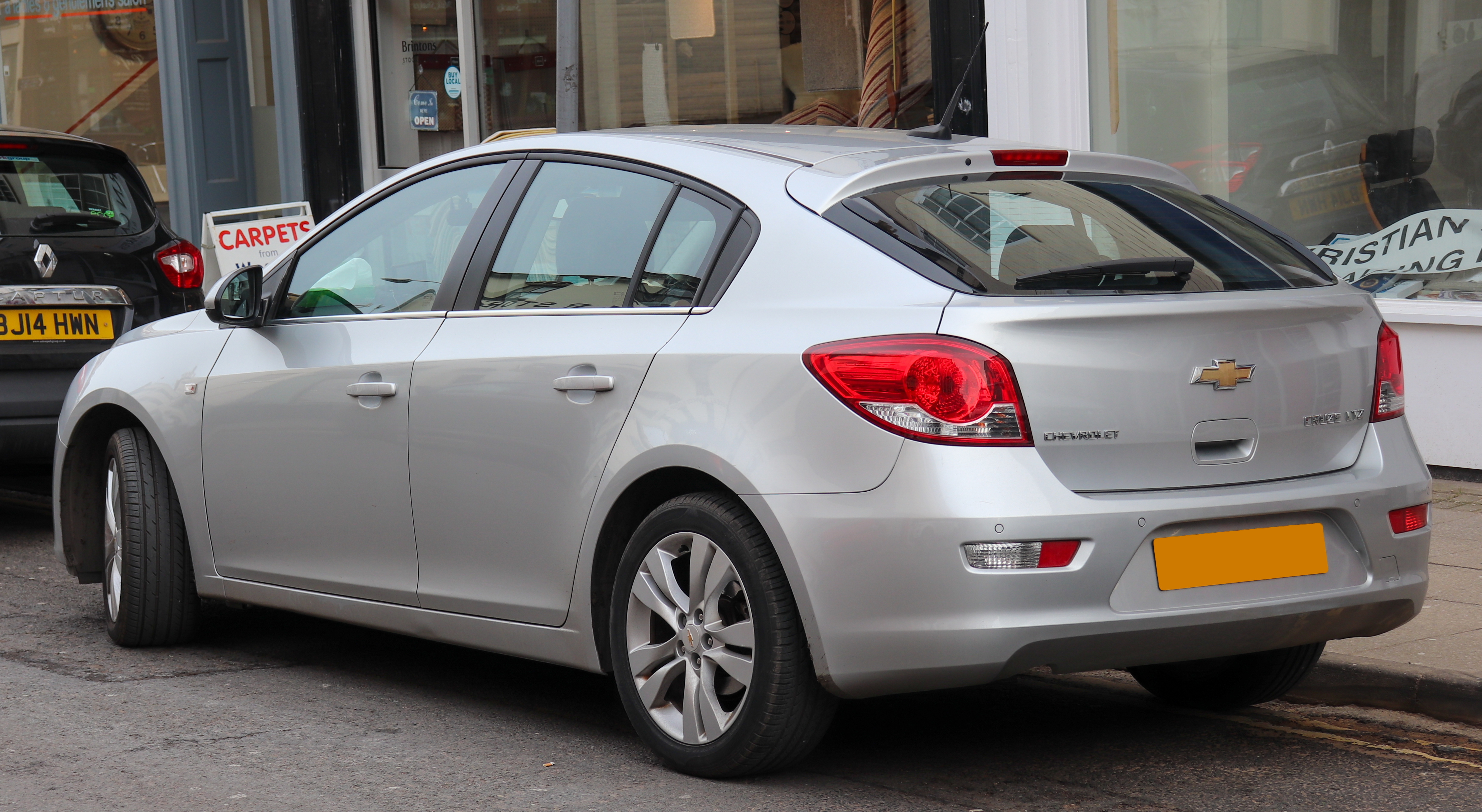
Hatchback (na 2012 facelift)

## Tweede generatie (2014-)
Tijdens Auto China in april 2014 presenteerde Chevrolet de tweede generatie van de Cruze als sedan voor de Chinese markt. De auto ging op 22 augustus 2014 in de verkoop. In andere landen bleef eerste generatie in de verkoop. De sedan werd geproduceerd door Shanghai-GM.
Na een productieperiode van slechts twee jaar verving Chevrolet de Chinese Cruze door de internationale variant, die nu ook in andere landen de eerste generatie verving.

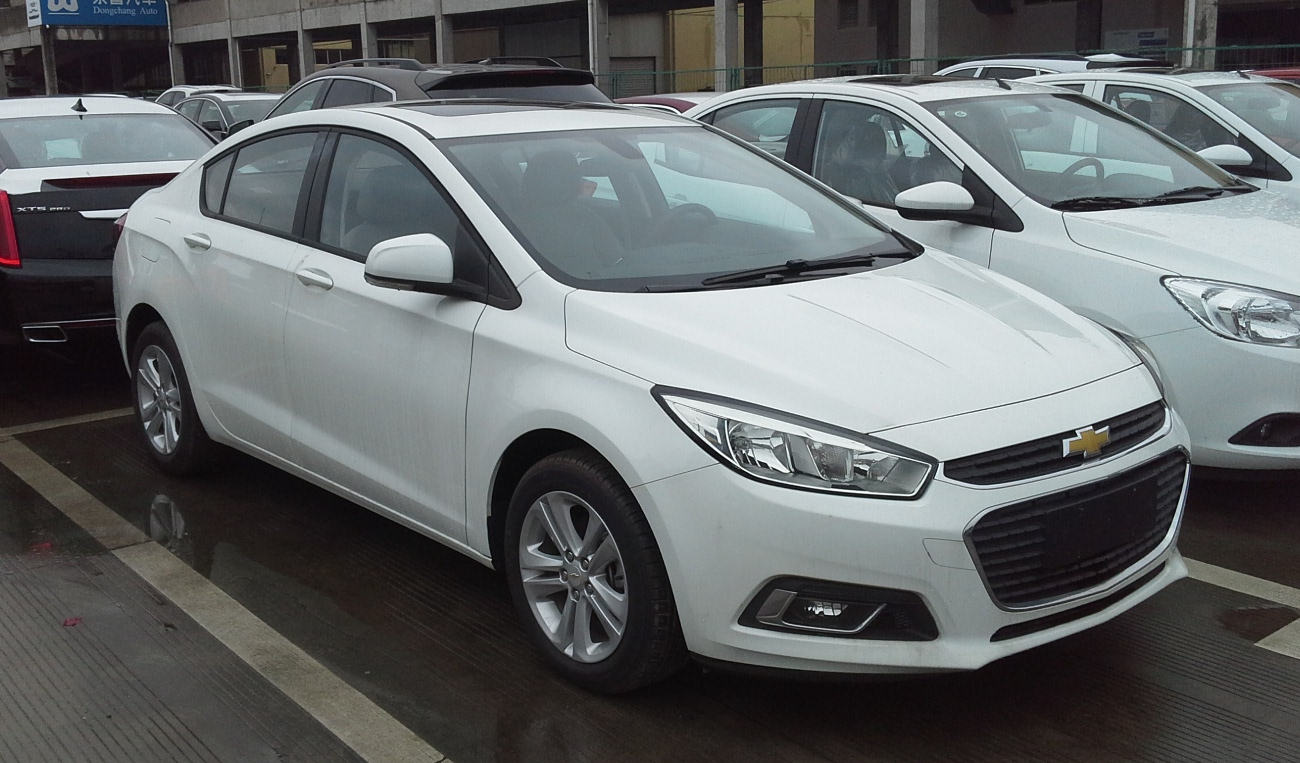
Chevrolet Cruze J400 CN (China, 2014-2016)
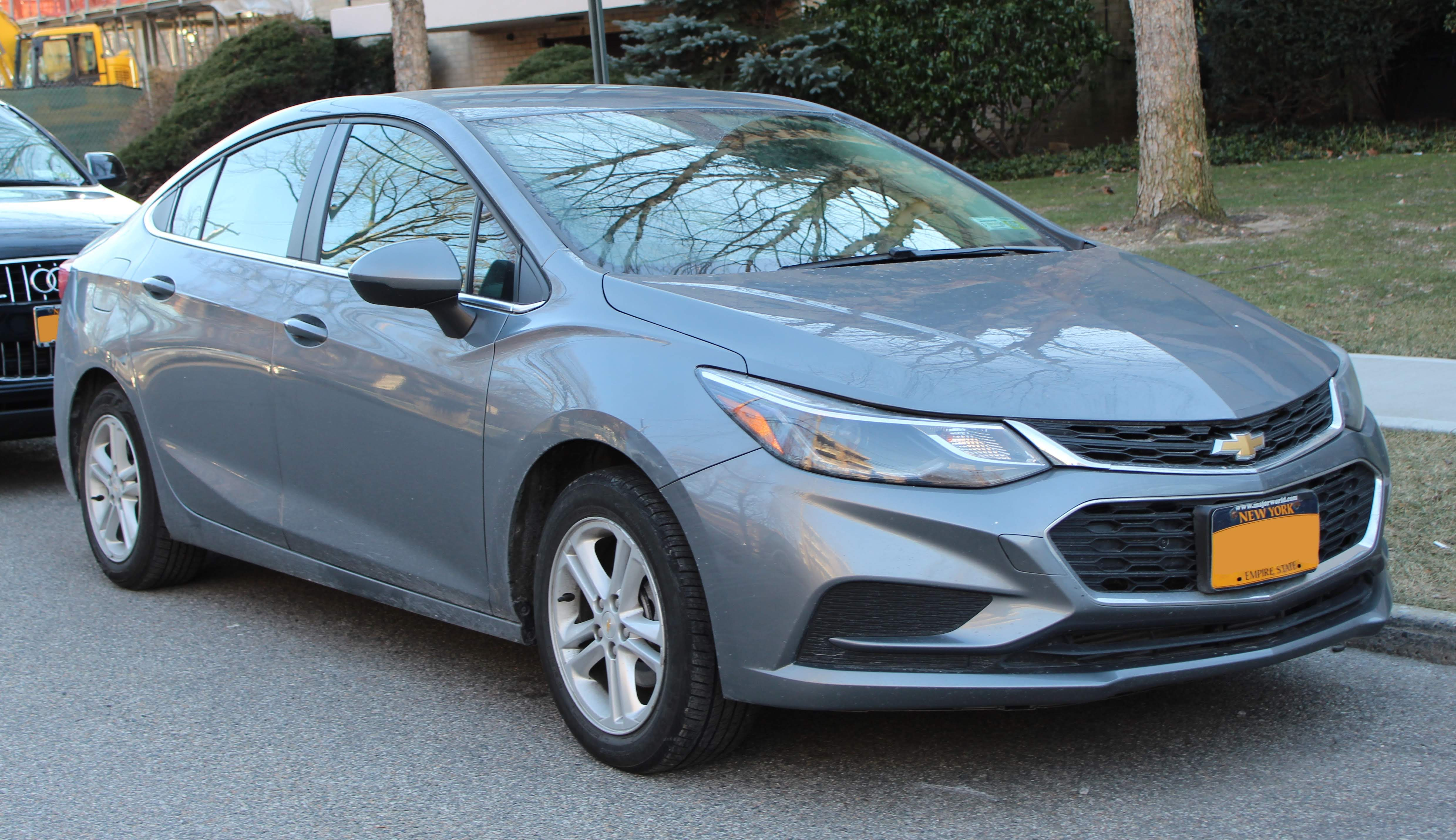
Chevrolet Cruze sedan (2018)
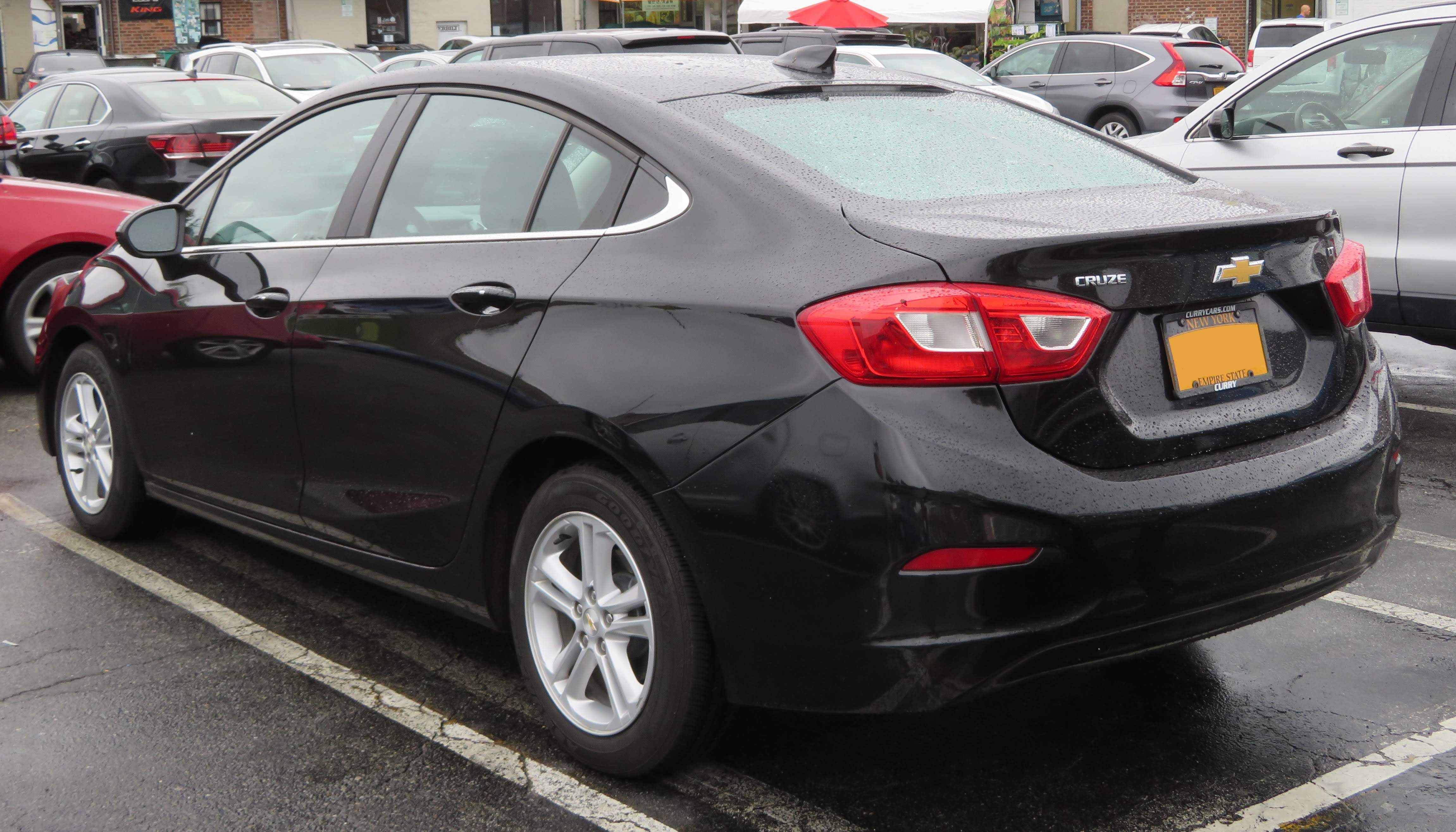
Achterzijde
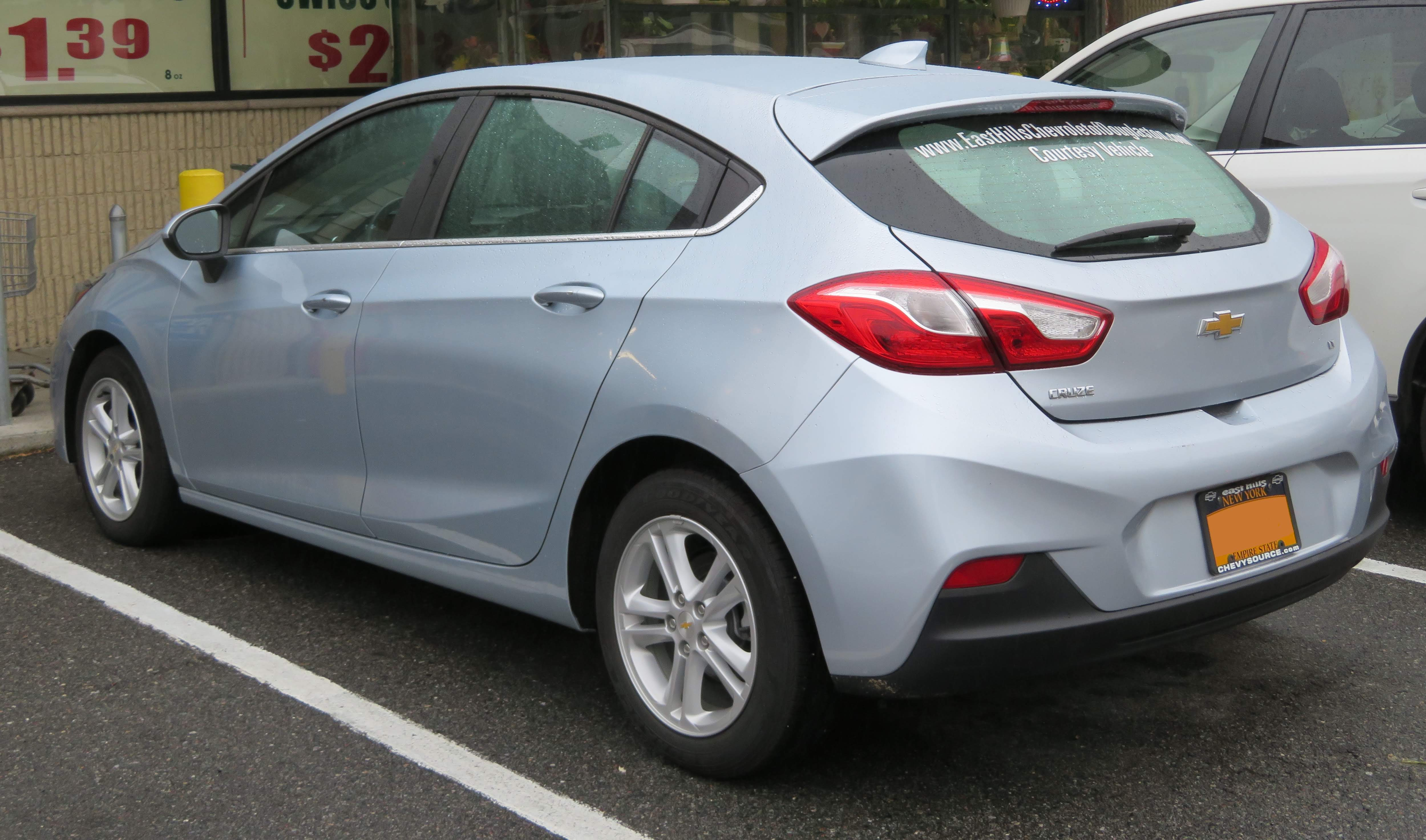
Chevrolet Cruze hatchback (2017)